# سنت اتی‌ین
سنت اِتی‌یَن (انگلیسی: Saint Etienne) نام یک گروه موسیقی ایندی دَنس/ایندی پاپ بریتانیایی است که ساکن لندن هستند.
این گروه موسیقی نام خود را از تیم فوتبال فرانسوی سن-اتین الهام گرفته است.